# AV joyū
AV joyū  (AV女優 (AV nữ ưu)) hay còn được gọi với cái tên khác là Adaruto bideo joyū ( アダルトビデオ女優, với "Adaruto bideo" là phiên âm Romaji của "adult video") là những thần tượng Nhật Bản hoạt động trong ngành công nghiệp tình dục, có thể bao gồm cả những diễn viên cũng như người mẫu từng đóng những video có đông đảo khán giả, trong đó họ có thể làm rất nhiều việc từ việc chỉ đi tản bộ hay làm việc nhà trong trang phục bikini đến việc đóng phim khiêu dâm. "AV" là viết tắt theo Anh văn của phim người lớn (adult video), "joyū" (女優 nữ ưu) có nghĩa là nữ diễn viên. Nghĩa gốc của chữ "ưu" (優) trong Hán văn là chỉ nghệ nhân biểu diễn ca múa, tạp kịch, từ đời Tống, Nguyên về sau cũng dùng để gọi chung nghệ nhân hí khúc, diễn viên. Người Nhật Bản đã mượn chữ này để chỉ diễn viên.

## Ngành công nghiệp AV ở Nhật Bản
Kể từ buổi bình minh của ngành công nghiệp sản xuất phim người lớn những năm đầu thập kỷ 80, hàng năm có đến hàng trăm thần tượng AV được ra mắt, với thời gian hoạt động trung bình trong khoảng một năm, và thực hiện từ 5 đến 10 bộ phim trong quãng thời gian hoạt động đó. Những thần tượng nổi tiếng có thể có thời gian hoạt động lên tới vài năm, trở nên nổi tiếng trong công chúng, hay thậm chí có ảnh hưởng đáng kể tới một số ngành công nghiệp khác. Việc mang một ảnh hưởng lớn như vậy là một nguyên nhân khiến cho các AV joyū thường được gọi trong tiếng Anh là "AV idol", nghĩa là thần tượng phim người lớn.
Ở Nhật, ranh giới giữa các sản phẩm giải trí dành cho "người lớn" và đơn thuần cho gia đình không được phân định rõ ràng như ở một số quốc gia khác. Một nhân vật nổi tiếng có thể xuất hiện trong các video người lớn sau khi hoạt động trong lĩnh vực truyền hình chính thống. Mặt khác, cũng không ít diễn viên nổi tiếng trong ngành AV rồi sau đó cũng nổi tiếng trong các lĩnh vực chính thống khác. Trong một bài báo năm 1992, nhà báo Fornander nói "việc hoạt động trong lĩnh vực khiêu dâm không còn nhất thiết là vì lợi nhuận nữa. Trong nhiều trường hợp, đơn giản đó chỉ là thay đổi nghề nghiệp thôi."
Thị trường video người lớn hay AV ("Adult Video") chiếm một phần rất lớn trong ngành công nghiệp ở Nhật Bản, trong nhiều nguồn tin, nó có trị giá lên tới 400 tỷ ¥ mỗi năm. Năm 1992, được biết trên 11 AV được sản xuất mỗi ngày bởi hơn 70 công ty chỉ tính riêng ở Tokyo. Thị trường video người lớn ước tính chiếm đến 30 phần trăm lượng thuê video ở Nhật. Còn theo ước tính năm 1994, tính cả các video hợp pháp cũng như bất hợp pháp, có tới khoảng 14.000 AV được sản xuất ở Nhật, đối chiếu với con số khoảng 2.500 ở Mỹ.

## Thể loại của thần tượng AV
Đa phần thể loại chung của AV Nhật Bản có thể xác định qua một số khuôn mẫu như "tiểu thư văn phòng nghiêm trang, nữ đồng trinh sát vách, thôn nữ dâm dục, quần áo nịt của những người đam mê thể dục nhịp điệu, dã thú khiêu dâm trong suối nước nóng ở khu nghỉ dưỡng và cuối cùng là những người phụ nữ dâm đãng sẽ tự khẳng định mình bằng cách đặt vào vị trí bị hãm hiếp theo kiểu gangbang trên sàn của phòng cắt ". Ngoài ra, ghi nhận của đạo diễn AV "Tarzan" Yagi nói rằng sự thành công của một nữ diễn viên AV gắn với việc phù hợp với một thể loại dễ nhận dạng, "có thể được xác định trong nháy mắt, khiến nó dễ dàng hơn cho người xem nhận ra những thể loại họ thích". Yagi đề cập đến các thể loại như ‘mảnh mai’, ‘Lolita’, ‘nẩy nở’".
Một số thể loại chính của AV bao gồm:

### Ngực nở (Busty)
Trong khi một vài thần tượng AV đầu tiên như Kyoko Nakamura và Eri Kikuchi diễn xuất chỉ ở mức để lộ vòng ngực lớn của họ, đĩa đơn của Noriyuki Adachi hay buổi diễn xuất đầu tiên của Kimiko Matsuzaka năm 1989 tại điểm mà "Big Bust Boom" (巨乳 ブーム - Kyonyu Boom) bùng nổ. Trong những năm diễn xuất lần đầu của Matsuzaka, thế giới AV chưa bao giờ thiếu vắng một thần tượng AV big-bust chủ yếu nào, bao gồm Miki Sawaguchi, Mariko Morikawa, và Anna Ohura. Đến giữa những năm 1990, thể loại Big Bust đã trở thành yếu tố chính của ngành công nghiệp AV

### Trưởng thành (Mature)
Phần lớn buổi diễn xuất đầu tiên của các nữ diễn viên AV là vào cuối độ tuổi thiếu niên. Tuy nhiên, vào giữa những năm 1990, đã hình thành nên xu hướng dựa theo mẫu "phụ nữ trưởng thành" trong AV trở nên rõ ràng. Trong khi lần trình diễn đầu tiên ở độ tuổi trẻ trung vẫn là tiêu chuẩn chính, việc mở rộng thị hiếu sẽ mở đường cho việc ra mắt lần trình diễn đầu tiên của các ngôi sao AV "trưởng thành" trong tương lai như Aki Tomosaki trong năm 2000, Asuka Yuki trong năm 2005 và Maki Tomoda trong năm 2006, tất cả đều đã qua ngày sinh nhật 30 của mình tại thời điểm ra mắt buổi trình diễn đầu tiên của họ. Những nữ diễn viên lớn tuổi đã trở thành phổ biến trong AV với chủ đề loạn luân. (fullfreshboy signer)

## Các diễn viên AV

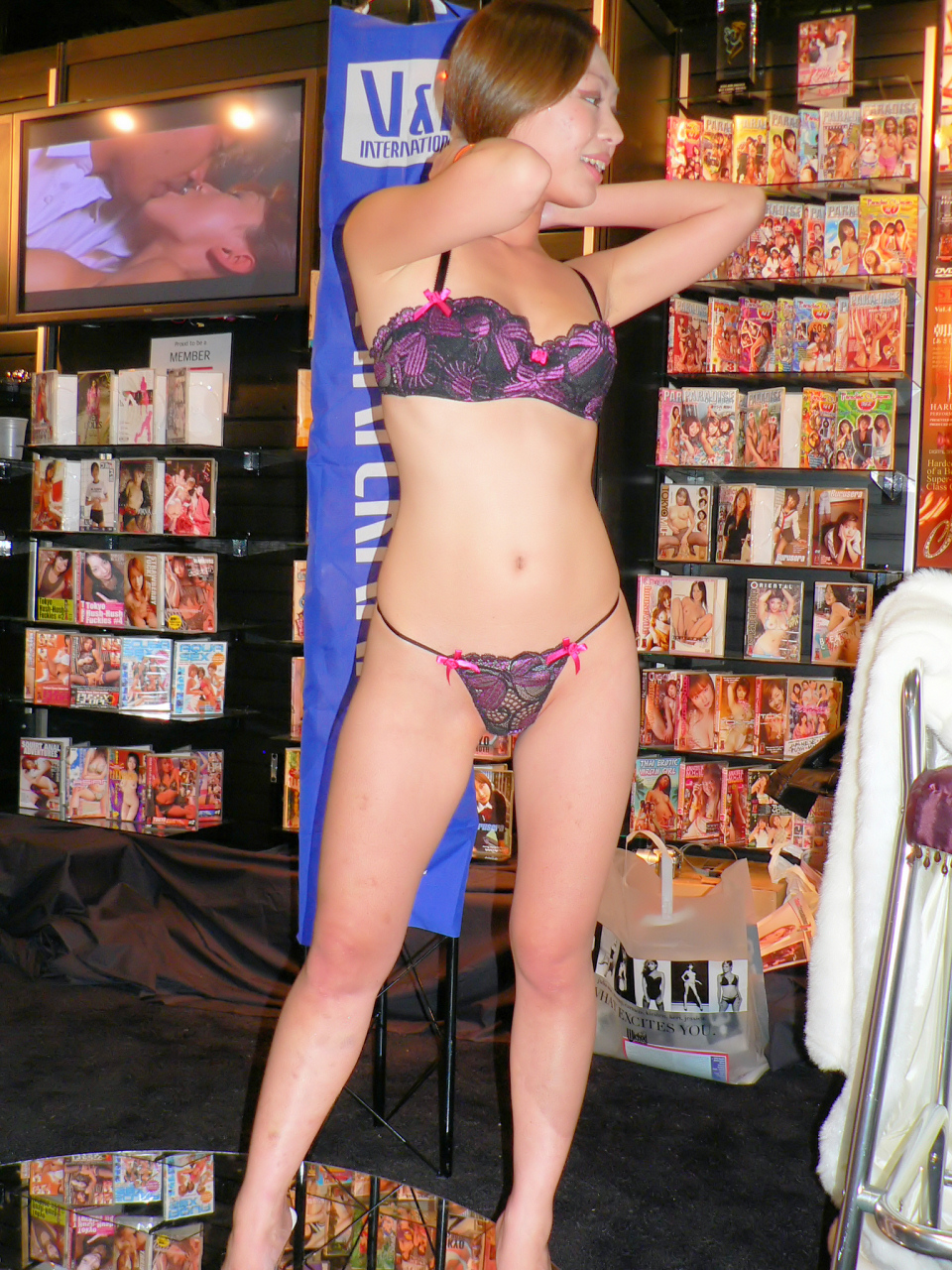
Một diễn viên AV quảng cáo cho sản phẩm video người lớn.

Những diễn viên AV ban đầu thường là những nữ diễn viên phải vật lộn với công việc, không thể tìm được việc làm ở loại hình Pinku eiga hay các cô gái bán dâm. Ngôi sao AV Kaoru Kuroki từng rất có danh tiếng với việc nổi lên như một hình tượng của các thần tượng AV trong con mắt công chúng. Theo Rosemary Iwamura nói, "cô ấy dường như không phải đang đóng phim bởi cách ứng biến phù hợp chứ không hề thiếu biểu cảm".
Các nữ diễn viên AV thường được tuyển chọn bởi các thám tử trong phạm vi gần Tokyo như Roppongi, Shinjuku hay Shibuya. Những thám tử này là hội viên của những trung tâm năng khiếu, là nơi sẽ cho các công ty sản xuất AV thuê diễn viên. Một số người muốn diễn trong các phim AV nộp đơn trực tiếp tới các hãng sản xuất, song thường họ sẽ được giới thiệu đến các trung tâm năng khiếu. Những nhà sản xuất phim thường phải trả 1,5 triệu ¥ hoặc hơn cho một nữ diễn viên để đóng một phim. Mỗi diễn viên AV có thể kiếm được 200.000 ¥ đến 4 triệu ¥ cho mỗi video. Steve Scott, chủ tịch công ty Third World Media, một công ty nhập khẩu những bộ phim AV Nhật Bản vào Mỹ, ước tính một ngôi sao AV thuộc hàng top có thể được trả tới gần 36 triệu ¥ cho một hợp đồng 8 tấm ảnh.
Trong các sản phẩm AV, khán giả sẽ được xem một quá trình phát triển trong hoạt động của diễn viên AV, qua một hay một số video. Trong video đầu tiên của nữ diễn viên đó, diễn viên được giới thiệu như một "gương mặt mới". Sự non kém kinh nghiệm của diễn viên đó được trình bày trong đoạn phỏng vấn trước những cảnh làm mẫu hoặc khiêu dâm. Sau video đầu tiên này, khán giả được xem một hành trình của diễn viên qua những cảnh khêu gợi trong những thể loại chuyên môn, với khoảng 5 video. Một khi diễn viên được thừa nhận như một ngôi sao AV trưởng thành, họ có thể được phép lựa chọn tiếp tục nghiệp diễn trong một số loại hình cao hơn hay nghỉ hưu, hay đôi khi, xuất hiện trở lại với một cái tên mới như một "gương mặt mới".

## Một số thần tượng AV nổi tiếng
Trong số hàng trăm phụ nữ khởi nghiệp trong ngành AV ở Nhật Bản mỗi năm. Dưới đây là danh sách một số ít các thần tượng AV nổi tiếng với nhiều lý do như tầm ảnh hưởng lớn trong ngành công nghiệp thể loại này, được sự đánh giá cao của công chúng, hay bởi thời gian hoạt động lâu dài.

### Những năm 1980
| - Asabuki Kate - Hayashi Yumika - Kikuchi Eri [Top] |  | - Kobayashi Hitomi - Kuroki Kaoru - Matsuzaka Kimiko [Top] |  | - Murakami Rena - Nakazawa Keiko - Saejima Nao |

### Những năm 1990
| - Aoi Minori - Ayukawa Ami - Fubuki Akira - Iijima Ai - Jo Asami - Kanazawa Bunko - Kawashima Azumi [Top] |  | - Komuro Yuri - Kusanagi Jun - Maria Ozawa - Miura Aika - Mizuno Haruki - Mizutani Kei - Morikawa Mariko [Top] |  | - Ozawa Madoka - Sawaguchi Miki - Sena Sakura - Yoshii Manami - Yoshikawa Riria - Yoshino Sally - Yūki Maiko |

### Những năm 2000
| - Yua Aida - Hotaru Akane - Kokoro Amano - Sora Aoi - Rin Aoki - Minami Aoyama - Ran Asakawa - Yuma Asami - Kyoko Ayana - Fuko - Shoko Goto - Meisa Hanai - Chihiro Hara - Mai Haruna - Chihiro Hasegawa - Hikari Hino - Honoka [Top] |  | - Mayura Hoshitsuki - Milk Ichigo - Sakurako Kaoru - Yuria Kato - Hikaru Koto - Ai Kurosawa - Erena Kurosawa - Miho Maeshima - Kaede Matsushima - Mihiro - Saya Misaki - Nozomi Momoi - Kurumi Morishita - Ayano Murasaki - Mai Nadasaka - Kyoko Nakajima - An Nanba [Top] |  | - Nana Natsume - Anna Ohura - Nao Oikawa - Maria Ozawa - Naho Ozawa - Asuka Sakamaki - Sakura Sakurada - Ria Sakurai - Haruka Sanada - Riko Tachibana - Maki Tomoda - Aki Tomosaki - Akira Watase - Manami Yoshii - Akiho Yoshizawa - Asuka Yūki - Tina Yuzuki - Yui Hatano - Mari Sakurai - Suzuka Ishikawa |

### Những năm 2010
- Saori Hara
- Anri Sugihara
- Hitomi Tanaka
- Azumi Harusaki
- Reo Matsuzaka
- SAYUKI KANNO
- SAYAKA MINAMI
- Reina Misaki
- NANA AOYAMA
- Matsuzaka Minami
- Rio Hamasaki
- Yuki Tsukamoto
- KYOKO TAKASHIMA
- Rika Aiuchi
- REIKO YAMAGUCHI
- Rin Aoki
- Alice Ozawa
- Mei sawai
- momoka nishina
- Hitomi Nakagawa
- ami kurosawa
- Ai Sayama
- Yui Igawa
- Anri Okita
- Sola Aoi
- Yua Mikami
- Kurea Hasumi
- Aoi Kururugi
- Rina Ishihara
- Kana Momonogi